# Barbra Streisand/Diskografie
Diese Diskografie ist eine Übersicht über die musikalischen Werke der US-amerikanischen Sängerin Barbra Streisand. Den Quellenangaben zufolge konnte sie bisher mehr als 145 Millionen Tonträger verkaufen, damit gehört sie zu den erfolgreichsten Musikerinnen aller Zeiten. Ihre erfolgreichste Veröffentlichung ist das Album Guilty mit über 20 Millionen verkauften Einheiten.

## Alben

### Studioalben
| Jahr | Titel                                          | Höchstplatzierung, Gesamtwochen, AuszeichnungChartplatzierungen (Jahr, Titel, Platzierungen, Wochen, Auszeichnungen, Anmerkungen) | Höchstplatzierung, Gesamtwochen, AuszeichnungChartplatzierungen (Jahr, Titel, Platzierungen, Wochen, Auszeichnungen, Anmerkungen) | Höchstplatzierung, Gesamtwochen, AuszeichnungChartplatzierungen (Jahr, Titel, Platzierungen, Wochen, Auszeichnungen, Anmerkungen) | Höchstplatzierung, Gesamtwochen, AuszeichnungChartplatzierungen (Jahr, Titel, Platzierungen, Wochen, Auszeichnungen, Anmerkungen) | Höchstplatzierung, Gesamtwochen, AuszeichnungChartplatzierungen (Jahr, Titel, Platzierungen, Wochen, Auszeichnungen, Anmerkungen) | Anmerkungen |
| Jahr | Titel                                          | DE | AT | CH | UK | US | Anmerkungen |
| ---- | ---------------------------------------------- | --- | --- | --- | --- | --- | --- |
| 1963 | The Barbra Streisand Album                     | — | — | — | — | US8 Gold · (101 Wo.)US | Erstveröffentlichung: 25. Februar 1963 Verkäufe: + 500.000 3× Grammy / Grammy Hall of Fame                         |
| 1963 | The Second Barbra Streisand Album              | — | — | — | — | US2 Gold · (74 Wo.)US | Erstveröffentlichung: August 1963 Verkäufe: + 500.000                                                              |
| 1964 | The Third Barbra Streisand Album               | — | — | — | — | US5 Gold · (74 Wo.)US | Erstveröffentlichung: Februar 1964 Verkäufe: + 500.000                                                             |
| 1964 | People                                         | — | — | — | — | US1 Platin · (84 Wo.)US | Erstveröffentlichung: September 1964 Verkäufe: + 1.000.000 Grammy                                                  |
| 1965 | My Name Is Barbra                              | — | — | — | — | US2 Gold · (68 Wo.)US | Erstveröffentlichung: Mai 1965 Verkäufe: + 500.000 Album zur gleichnamigen TV-Show vom 28. April 1965              |
| 1965 | My Name Is Barbra, Two…                        | — | — | — | UK6 (22 Wo.)UK | US2 Platin · (48 Wo.)US | Erstveröffentlichung: Oktober 1965 Verkäufe: + 1.000.000 Grammy                                                    |
| 1966 | Color Me Barbra                                | DE33 (1 Wo.)DE | — | — | — | US3 Gold · (36 Wo.)US | Erstveröffentlichung: März 1966 Verkäufe: + 500.000 Album zur gleichnamigen TV-Show vom 30. März 1966              |
| 1966 | Je m’appelle Barbra                            | — | — | — | — | US5 Gold · (29 Wo.)US | Erstveröffentlichung: Oktober 1966 Verkäufe: + 500.000                                                             |
| 1967 | Simply Streisand                               | — | — | — | — | US12 Gold · (23 Wo.)US | Erstveröffentlichung: Oktober 1967 Verkäufe: + 500.000                                                             |
| 1969 | What About Today?                              | — | — | — | — | US31 (17 Wo.)US | Erstveröffentlichung: Juli 1969                                                                                    |
| 1971 | Stoney End                                     | — | — | — | UK28 (2 Wo.)UK | US10 Platin · (29 Wo.)US | Erstveröffentlichung: Februar 1971 Verkäufe: + 1.000.000                                                           |
| 1971 | Barbra Joan Streisand                          | — | — | — | — | US11 Gold · (26 Wo.)US | Erstveröffentlichung: August 1971 Verkäufe: + 500.000                                                              |
| 1973 | Barbra Streisand…and Other Musical Instruments | — | — | — | — | US64 (? Wo.)US | Erstveröffentlichung: November 1973 Album zur gleichnamigen TV-Show vom 2. November 1973                           |
| 1974 | Butterfly                                      | — | — | — | — | US13 Gold · (24 Wo.)US | Erstveröffentlichung: 1. Oktober 1974 Verkäufe: + 500.000                                                          |
| 1975 | Lazy Afternoon                                 | — | — | — | — | US12 Gold · (20 Wo.)US | Erstveröffentlichung: 14. Oktober 1975 Verkäufe: + 500.000                                                         |
| 1976 | Classical Barbra                               | — | — | — | — | US46 Gold · (14 Wo.)US | Erstveröffentlichung: Februar 1976 Verkäufe: + 500.000                                                             |
| 1977 | Streisand Superman                             | — | — | — | UK32 (9 Wo.)UK | US3 ×2Doppelplatin · (25 Wo.)US                                                                                                   | Erstveröffentlichung: Juni 1977 Verkäufe: + 2.135.000                                                              |
| 1978 | Songbird                                       | — | — | — | UK48 Silber · (2 Wo.)UK | US12 Platin · (27 Wo.)US | Erstveröffentlichung: Mai 1978 Verkäufe: + 1.195.000                                                               |
| 1979 | Wet                                            | — | — | — | UK25 Gold · (13 Wo.)UK | US7 Platin · (26 Wo.)US | Erstveröffentlichung: Oktober 1979 Verkäufe: + 1.270.000                                                           |
| 1980 | Guilty                                         | DE4 Platin · (31 Wo.)DE | AT1 (26 Wo.)AT | — | UK1 Platin · (83 Wo.)UK | US1 ×5Fünffachplatin · (49 Wo.)US                                                                                                 | Erstveröffentlichung: 23. September 1980 Verkäufe: + 20.000.000 Produzent: Barry Gibb                              |
| 1982 | Love Songs                                     | — | — | — | UK1 Platin · (130 Wo.)UK | — | Erstveröffentlichung: 1982 Verkäufe: + 300.000                                                                     |
| 1984 | Emotion                                        | DE40 (3 Wo.)DE | AT13 (10 Wo.)AT | CH17 (4 Wo.)CH | UK15 Gold · (12 Wo.)UK | US19 Platin · (28 Wo.)US | Erstveröffentlichung: 9. Oktober 1984 Verkäufe: + 1.290.000                                                        |
| 1985 | The Broadway Album                             | — | AT29 (4 Wo.)AT | — | UK3 Gold · (16 Wo.)UK | US1 ×4Vierfachplatin · (50 Wo.)US                                                                                                 | Erstveröffentlichung: 5. November 1985 Verkäufe: + 4.430.000 Grammy                                                |
| 1988 | Till I Loved You                               | DE33 (11 Wo.)DE | — | CH16 Gold · (12 Wo.)CH | UK29 Gold · (13 Wo.)UK | US10 Platin · (26 Wo.)US | Erstveröffentlichung: 25. Oktober 1988 Verkäufe: + 1.345.000                                                       |
| 1993 | Back to Broadway                               | DE81 (9 Wo.)DE | AT37 (5 Wo.)AT | — | UK4 Gold · (18 Wo.)UK | US1 ×2Doppelplatin · (49 Wo.)US                                                                                                   | Erstveröffentlichung: 29. Juni 1993 Verkäufe: + 2.235.000                                                          |
| 1997 | Higher Ground                                  | DE35 (17 Wo.)DE | AT42 (2 Wo.)AT | CH15 (15 Wo.)CH | UK12 Gold · (13 Wo.)UK | US1 ×3Dreifachplatin · (27 Wo.)US                                                                                                 | Erstveröffentlichung: 11. November 1997 Verkäufe: + 3.627.500                                                      |
| 1999 | A Love Like Ours                               | DE48 (6 Wo.)DE | AT45 (2 Wo.)AT | CH39 (3 Wo.)CH | UK12 Gold · (11 Wo.)UK | US6 Platin · (23 Wo.)US | Erstveröffentlichung: 21. September 1999 Verkäufe: + 1.192.500                                                     |
| 2003 | The Movie Album                                | DE85 (1 Wo.)DE | — | — | UK25 Silber · (5 Wo.)UK | US5 Gold · (14 Wo.)US | Erstveröffentlichung: 14. Oktober 2003 Verkäufe: + 789.000                                                         |
| 2005 | Guilty Pleasures                               | DE31 (6 Wo.)DE | AT20 (7 Wo.)AT | CH51 (6 Wo.)CH | UK3 Platin · (18 Wo.)UK | US5 Gold · (19 Wo.)US | Erstveröffentlichung: 20. September 2005 Verkäufe: + 872.500 Nachfolgealbum zu Guilty (1980) Produzent: Barry Gibb |
| 2009 | Love Is the Answer                             | DE28 (7 Wo.)DE | AT10 (9 Wo.)AT | CH32 (5 Wo.)CH | UK1 Gold · (10 Wo.)UK | US1 Gold · (14 Wo.)US | Erstveröffentlichung: 29. September 2009 Verkäufe: + 634.000                                                       |
| 2011 | What Matters Most                              | DE18 (4 Wo.)DE | AT29 (4 Wo.)AT | CH28 (5 Wo.)CH | UK7 (5 Wo.)UK | US4 (10 Wo.)US | Erstveröffentlichung: 23. August 2011 Lyrics von Alan und Marilyn Bergman                                          |
| 2014 | Partners                                       | DE9 (6 Wo.)DE | AT10 (10 Wo.)AT | CH16 (6 Wo.)CH | UK2 Platin · (22 Wo.)UK | US1 Platin · (24 Wo.)US | Erstveröffentlichung: 16. September 2014 Verkäufe: + 1.480.000                                                     |
| 2016 | Encore: Movie Partners Sing Broadway           | DE23 (3 Wo.)DE | AT2 (5 Wo.)AT | CH24 (3 Wo.)CH | UK1 (7 Wo.)UK | US1 (11 Wo.)US | Erstveröffentlichung: 26. August 2016 Verkäufe: + 600.000                                                          |
| 2018 | Walls                                          | DE34 (2 Wo.)DE | AT18 (3 Wo.)AT | CH19 (2 Wo.)CH | UK6 Silber · (8 Wo.)UK | US12 (2 Wo.)US | Erstveröffentlichung: 2. November 2018                                                                             |
| 2025 | The Secret of Life: Partners, Volume Two       | DE22 (1 Wo.)DE | AT14 (2 Wo.)AT | CH23 (1 Wo.)CH | UK40 (1 Wo.)UK | US31 (1 Wo.)US | Erstveröffentlichung: 27. Juni 2025                                                                                |

grau schraffiert: keine Chartdaten aus diesem Jahr verfügbar

### Livealben
| Jahr | Titel                                                    | Höchstplatzierung, Gesamtwochen, AuszeichnungChartplatzierungen (Jahr, Titel, Platzierungen, Wochen, Auszeichnungen, Anmerkungen) | Höchstplatzierung, Gesamtwochen, AuszeichnungChartplatzierungen (Jahr, Titel, Platzierungen, Wochen, Auszeichnungen, Anmerkungen) | Höchstplatzierung, Gesamtwochen, AuszeichnungChartplatzierungen (Jahr, Titel, Platzierungen, Wochen, Auszeichnungen, Anmerkungen) | Höchstplatzierung, Gesamtwochen, AuszeichnungChartplatzierungen (Jahr, Titel, Platzierungen, Wochen, Auszeichnungen, Anmerkungen) | Höchstplatzierung, Gesamtwochen, AuszeichnungChartplatzierungen (Jahr, Titel, Platzierungen, Wochen, Auszeichnungen, Anmerkungen) | Anmerkungen |
| Jahr | Titel                                                    | DE | AT | CH | UK | US | Anmerkungen |
| ---- | -------------------------------------------------------- | --- | --- | --- | --- | --- | --- |
| 1968 | A Happening in Central Park                              | — | — | — | — | US30 Gold · (20 Wo.)US | Erstveröffentlichung: September 1968 Verkäufe: + 500.000 aufgenommen am 17. Juni 1967                                          |
| 1972 | Live Concert at the Forum                                | — | — | — | — | US19 ×2Doppelplatin · (27 Wo.)US                                                                                                  | Erstveröffentlichung: 1. Oktober 1972 Verkäufe: + 1.000.000 aufgenommen am 15. April 1972                                      |
| 1987 | One Voice                                                | DE32 (14 Wo.)DE | — | — | UK27 Silber · (7 Wo.)UK | US9 Platin · (28 Wo.)US | Erstveröffentlichung: April 1987 Verkäufe: + 1.265.000 aufgenommen am 6. September 1986                                        |
| 1994 | Barbra Streisand: The Concert                            | DE92 (4 Wo.)DE | — | — | UK63 (1 Wo.)UK | US10 ×3Dreifachplatin · (22 Wo.)US                                                                                                | Erstveröffentlichung: September 1994 Verkäufe: + 3.310.000 Doppelalbum zusammengestellt aus Auftritten im ersten Halbjahr 1994 |
| 2000 | Timeless: Live in Concert                                | — | — | — | UK54 (1 Wo.)UK | US21 Platin · (17 Wo.)US | Erstveröffentlichung: 19. September 2000 Verkäufe: + 1.000.000 Kompilation von Liveaufnahmen                                   |
| 2007 | Live in Concert 2006                                     | DE54 (8 Wo.)DE | AT7 (10 Wo.)AT | CH23 (8 Wo.)CH | UK48 (4 Wo.)UK | US7 (6 Wo.)US | Erstveröffentlichung: 8. Mai 2007                                                                                              |
| 2009 | The Concerts                                             | DE78 (1 Wo.)DE | — | — | — | — | Erstveröffentlichung: 2009 |
| 2013 | Back to Brooklyn                                         | DE92 (1 Wo.)DE | — | — | — | — | Erstveröffentlichung: 25. November 2013                                                                                        |
| 2017 | The Music... The Mem'ries... The Magic!: Live in Concert | — | — | — | UK65 (1 Wo.)UK | US69 (1 Wo.)US | Erstveröffentlichung: 8. Dezember 2017                                                                                         |
| 2022 | Live at the Bon Soir                                     | — | — | — | — | US150 (1 Wo.)US | Erstveröffentlichung: 4. November 2022 aufgenommen im November 1962 in Greenwich Village, New York                             |

grau schraffiert: keine Chartdaten aus diesem Jahr verfügbar
Weitere Livealben
- 2010: One Night Only: Live at the Village Vanguard (US: Platin)

### Kompilationen
| Jahr | Titel                                      | Höchstplatzierung, Gesamtwochen, AuszeichnungChartplatzierungen (Jahr, Titel, Platzierungen, Wochen, Auszeichnungen, Anmerkungen) | Höchstplatzierung, Gesamtwochen, AuszeichnungChartplatzierungen (Jahr, Titel, Platzierungen, Wochen, Auszeichnungen, Anmerkungen) | Höchstplatzierung, Gesamtwochen, AuszeichnungChartplatzierungen (Jahr, Titel, Platzierungen, Wochen, Auszeichnungen, Anmerkungen) | Höchstplatzierung, Gesamtwochen, AuszeichnungChartplatzierungen (Jahr, Titel, Platzierungen, Wochen, Auszeichnungen, Anmerkungen) | Höchstplatzierung, Gesamtwochen, AuszeichnungChartplatzierungen (Jahr, Titel, Platzierungen, Wochen, Auszeichnungen, Anmerkungen) | Anmerkungen                                                                                                  |
| Jahr | Titel                                      | DE | AT | CH | UK | US | Anmerkungen                                                                                                  |
| ---- | ------------------------------------------ | --- | --- | --- | --- | --- | --- |
| 1967 | The Best of Barbra Streisand               | DE38 (2 Wo.)DE | — | — | — | — | Erstveröffentlichung: 1967                                                                                   |
| 1970 | Barbra Streisand’s Greatest Hits           | — | — | — | UK44 (2 Wo.)UK | US32 ×2Doppelplatin · (30 Wo.)US                                                                                                  | Erstveröffentlichung: Januar 1970 Verkäufe: + 2.350.000                                                      |
| 1978 | Barbra Streisand’s Greatest Hits, Volume 2 | — | — | — | UK1 Platin · (30 Wo.)UK | US1 ×5Fünffachplatin · (46 Wo.)US                                                                                                 | Erstveröffentlichung: 15. November 1978 Verkäufe: + 5.800.000                                                |
| 1981 | Memories                                   | — | AT17 Platin · (4 Wo.)AT | — | — | US10 ×5Fünffachplatin · (104 Wo.)US                                                                                               | Erstveröffentlichung: November 1981 Verkäufe: + 6.525.000                                                    |
| 1989 | A Collection: Greatest Hits…and More       | — | — | — | UK22 Gold · (23 Wo.)UK | US26 ×2Doppelplatin · (25 Wo.)US                                                                                                  | Erstveröffentlichung: 3. Oktober 1989 Verkäufe: + 2.720.000                                                  |
| 1991 | Just for the Record…                       | — | — | — | — | US38 Platin · (16 Wo.)US | Erstveröffentlichung: 24. September 1991 Verkäufe: + 1.000.000                                               |
| 1995 | The Concert Highlights                     | — | — | — | — | US81 Gold · (7 Wo.)US | Erstveröffentlichung: 1995 Verkäufe: + 500.000 aufgenommen im Madison Square Garden in New York im Juni 1994 |
| 2002 | The Essential Barbra Streisand             | — | AT11 (10 Wo.)AT | — | UK1 ×2Doppelplatin · (43 Wo.)UK                                                                                                   | US15 Platin · (9 Wo.)US | Erstveröffentlichung: 29. Januar 2002 Verkäufe: + 2.170.000                                                  |
| 2002 | The Ultimate Collection                    | DE9 (12 Wo.)DE | AT14 (9 Wo.)AT | CH60 (4 Wo.)CH | UK8 Platin · (30 Wo.)UK | — | Erstveröffentlichung: 2002 Verkäufe: + 300.000                                                               |
| 2002 | Duets                                      | DE53 (5 Wo.)DE | — | CH88 (2 Wo.)CH | UK30 Gold · (8 Wo.)UK | US38 Gold · (14 Wo.)US | Erstveröffentlichung: 26. November 2002 Verkäufe: + 750.000                                                  |
| 2010 | Barbra – The Ultimate Collection           | — | — | CH81 (2 Wo.)CH | — | — | Erstveröffentlichung: 29. März 2010                                                                          |
| 2010 | A Woman in Love – The Greatest Hits        | DE95 (1 Wo.)DE | AT72 (1 Wo.)AT | — | — | — | Erstveröffentlichung: 2010                                                                                   |
| 2010 | Release Me                                 | — | — | CH78 (1 Wo.)CH | UK31 (1 Wo.)UK | US7 (10 Wo.)US | Erstveröffentlichung: 25. September 2010                                                                     |
| 2021 | Release Me 2                               | DE19 (1 Wo.)DE | AT19 (1 Wo.)AT | CH16 (2 Wo.)CH | UK5 (3 Wo.)UK | US15 (1 Wo.)US | Erstveröffentlichung: 6. August 2021                                                                         |

grau schraffiert: keine Chartdaten aus diesem Jahr verfügbar
Weitere Kompilationen
- 1968: Constanze – The Best of Barbra Streisand
- 1970: Barbra Streisand
- 1976: Grand Prix 20
- 1986: Presença de Barbra Streisand (2× 12inch)
- 1990: 14 Great Songs (+ Additional Hit-Medley)
- 1990: Christmas with Barbra Streisand
- 1992: Just for the Record (2 LPs)
- 1993: Greatest Hits
- 1994: The Event of the Decade (2 CDs)
- 1995: The Sound of Barbra Streisand
- 2004: The Christmas Collection (2 CDs)

### Soundtracks

#### Musical-Soundtracks
| Jahr | Titel                                       | Höchstplatzierung, Gesamtwochen, AuszeichnungChartplatzierungen (Jahr, Titel, Platzierungen, Wochen, Auszeichnungen, Anmerkungen) | Höchstplatzierung, Gesamtwochen, AuszeichnungChartplatzierungen (Jahr, Titel, Platzierungen, Wochen, Auszeichnungen, Anmerkungen) | Höchstplatzierung, Gesamtwochen, AuszeichnungChartplatzierungen (Jahr, Titel, Platzierungen, Wochen, Auszeichnungen, Anmerkungen) | Höchstplatzierung, Gesamtwochen, AuszeichnungChartplatzierungen (Jahr, Titel, Platzierungen, Wochen, Auszeichnungen, Anmerkungen) | Höchstplatzierung, Gesamtwochen, AuszeichnungChartplatzierungen (Jahr, Titel, Platzierungen, Wochen, Auszeichnungen, Anmerkungen) | Anmerkungen                                                                                        |
| Jahr | Titel                                       | DE | AT | CH | UK | US | Anmerkungen                                                                                        |
| ---- | ------------------------------------------- | --- | --- | --- | --- | --- | -------------------------------------------------------------------------------------------------- |
| 1964 | Funny Girl Original Broadway Cast Recording | — | — | — | — | US12 Platin · (108 Wo.)US | Erstveröffentlichung: April 1964 Verkäufe: 1.000.000 mit Sydney Chaplin aus dem Musical Funny Girl |

grau schraffiert: keine Chartdaten aus diesem Jahr verfügbar
Weitere Musicals
- 1962: I Can Get It for You Wholesale. Original Broadway Cast Recording
- 1962: Pins and Needles – 25th Anniversary

#### Film-Soundtracks
| Jahr | Titel                              | Höchstplatzierung, Gesamtwochen, AuszeichnungChartplatzierungen (Jahr, Titel, Platzierungen, Wochen, Auszeichnungen, Anmerkungen) | Höchstplatzierung, Gesamtwochen, AuszeichnungChartplatzierungen (Jahr, Titel, Platzierungen, Wochen, Auszeichnungen, Anmerkungen) | Höchstplatzierung, Gesamtwochen, AuszeichnungChartplatzierungen (Jahr, Titel, Platzierungen, Wochen, Auszeichnungen, Anmerkungen) | Höchstplatzierung, Gesamtwochen, AuszeichnungChartplatzierungen (Jahr, Titel, Platzierungen, Wochen, Auszeichnungen, Anmerkungen) | Höchstplatzierung, Gesamtwochen, AuszeichnungChartplatzierungen (Jahr, Titel, Platzierungen, Wochen, Auszeichnungen, Anmerkungen) | Anmerkungen |
| Jahr | Titel                              | DE | AT | CH | UK | US | Anmerkungen |
| ---- | ---------------------------------- | --- | --- | --- | --- | --- | --- |
| 1970 | Hello, Dolly!                      | — | — | — | UK45 (2 Wo.)UK | US49 (33 Wo.)US | aus Hello, Dolly! mit Aufnahmen anderer Interpreten |
| 1970 | On a Clear Day You Can See Forever | — | — | — | — | US108 (24 Wo.)US | mit Yves Montand und Nelson Riddle aus Einst kommt der Tag... (On a Clear Day You Can See Forever) |
| 1971 | The Owl and the Pussycat           | — | — | — | — | US186 (6 Wo.)US | mit George Segal und Blood, Sweat & Tears aus Die Eule und das Kätzchen |
| 1974 | The Way We Were                    | — | — | — | UK49 Silber · (1 Wo.)UK | US1 ×2Doppelplatin · (31 Wo.)US                                                                                                   | Erstveröffentlichung: 1. Januar 1974 Verkäufe: + 2.195.000 vollständiger Titel Barbra Streisand Featuring the Hit Single The Way We Were and All in Love Is Fair, enthält zwei Titel aus So wie wir waren sowie ältere und bisher nicht verwendete Lieder unter anderem aus der TV-Show The Belle of 14th Street |
| 1975 | Funny Lady                         | — | — | — | — | US6 Gold · (25 Wo.)US | Erstveröffentlichung: 15. März 1974 Verkäufe: + 500.000 mit James Caan, aus Funny Lady |
| 1977 | A Star Is Born                     | — | — | — | UK86 Platin · (1 Wo.)UK | US1 ×4Vierfachplatin · (51 Wo.)US                                                                                                 | Erstveröffentlichung: November 1976 Verkäufe: + 4.870.000 mit Kris Kristofferson, aus A Star Is Born |
| 1979 | The Main Event                     | — | — | — | — | US20 Gold · (18 Wo.)US | Erstveröffentlichung: Juni 1979 Verkäufe: + 500.000 aus Was, du willst nicht?, mit Aufnahmen anderer Interpreten |
| 1983 | Yentl                              | DE26 (18 Wo.)DE | AT7 Gold · (16 Wo.)AT | CH4 (23 Wo.)CH | UK21 Gold · (35 Wo.)UK | US9 Platin · (26 Wo.)US | Erstveröffentlichung: 8. November 1983 Verkäufe: + 1.325.000, aus Yentl |
| 1992 | The Prince of Tides                | — | — | — | — | US84 (12 Wo.)US | Erstveröffentlichung: 12. November 1992 aus Herr der Gezeiten mit Aufnahmen anderer Interpreten |
| 1996 | The Mirror Has Two Faces           | — | — | — | — | US16 Platin · (22 Wo.)US | Erstveröffentlichung: November 1983 Verkäufe: + 1.000.000 aus Liebe hat zwei Gesichter, mit Aufnahmen anderer Interpreten |

grau schraffiert: keine Chartdaten aus diesem Jahr verfügbar
Weitere Soundtracks
- 1967: Funny Girl (The Original Sound Track Recording) (mit Jule Styne und Omar Sharif, US: Platin)
- 1987: Nuts… Durchgedreht

### Weihnachtsalben
| Jahr | Titel                   | Höchstplatzierung, Gesamtwochen, AuszeichnungChartplatzierungen (Jahr, Titel, Platzierungen, Wochen, Auszeichnungen, Anmerkungen) | Höchstplatzierung, Gesamtwochen, AuszeichnungChartplatzierungen (Jahr, Titel, Platzierungen, Wochen, Auszeichnungen, Anmerkungen) | Höchstplatzierung, Gesamtwochen, AuszeichnungChartplatzierungen (Jahr, Titel, Platzierungen, Wochen, Auszeichnungen, Anmerkungen) | Höchstplatzierung, Gesamtwochen, AuszeichnungChartplatzierungen (Jahr, Titel, Platzierungen, Wochen, Auszeichnungen, Anmerkungen) | Höchstplatzierung, Gesamtwochen, AuszeichnungChartplatzierungen (Jahr, Titel, Platzierungen, Wochen, Auszeichnungen, Anmerkungen) | Anmerkungen                                                  |
| Jahr | Titel                   | DE | AT | CH | UK | US | Anmerkungen                                                  |
| ---- | ----------------------- | --- | --- | --- | --- | --- | ------------------------------------------------------------ |
| 1967 | A Christmas Album       | — | — | — | — | US108 ×5Fünffachplatin · (19 Wo.)US                                                                                               | Erstveröffentlichung: 16. Oktober 1967 Verkäufe: + 5.035.000 |
| 2001 | Christmas Memories      | — | — | — | — | US15 Platin · (9 Wo.)US | Erstveröffentlichung: 30. Oktober 2001 Verkäufe: + 1.000.000 |
| 2013 | Classic Christmas Album | — | — | — | — | US95 (6 Wo.)US | Erstveröffentlichung: 27. September 2013                     |

grau schraffiert: keine Chartdaten aus diesem Jahr verfügbar

## Singles
| Jahr | Titel Album                                                               | Höchstplatzierung, Gesamtwochen, AuszeichnungChartplatzierungen (Jahr, Titel, Album, Platzierungen, Wochen, Auszeichnungen, Anmerkungen) | Höchstplatzierung, Gesamtwochen, AuszeichnungChartplatzierungen (Jahr, Titel, Album, Platzierungen, Wochen, Auszeichnungen, Anmerkungen) | Höchstplatzierung, Gesamtwochen, AuszeichnungChartplatzierungen (Jahr, Titel, Album, Platzierungen, Wochen, Auszeichnungen, Anmerkungen) | Höchstplatzierung, Gesamtwochen, AuszeichnungChartplatzierungen (Jahr, Titel, Album, Platzierungen, Wochen, Auszeichnungen, Anmerkungen) | Höchstplatzierung, Gesamtwochen, AuszeichnungChartplatzierungen (Jahr, Titel, Album, Platzierungen, Wochen, Auszeichnungen, Anmerkungen) | Höchstplatzierung, Gesamtwochen, AuszeichnungChartplatzierungen (Jahr, Titel, Album, Platzierungen, Wochen, Auszeichnungen, Anmerkungen) | Anmerkungen                                                                                |
| Jahr | Titel Album                                                               | DE | AT | CH | UK | US | A. C. | Anmerkungen                                                                                |
| --- | ------------------------------------------------------------------------- | --- | --- | --- | --- | --- | --- | ------------------------------------------------------------------------------------------ |
| 1964 | People                                                                    | — | — | — | — | US5 (19 Wo.)US | A. C.1 (15 Wo.)A. C. | Erstveröffentlichung: Januar 1964                                                          |
| 1964 | Funny Girl –                                                              | — | — | — | — | US44 (9 Wo.)US | A. C.6 (10 Wo.)A. C. |                                                                                            |
| 1965 | Why Did I Choose You? My Name Is Barbra                                   | — | — | — | — | US77 (5 Wo.)US | A. C.15 (5 Wo.)A. C. | Erstveröffentlichung: März 1965                                                            |
| 1965 | My Man My Name Is Barbra                                                  | — | — | — | — | US79 (6 Wo.)US | A. C.17 (8 Wo.)A. C. | Erstveröffentlichung: Juni 1965                                                            |
| 1965 | He Touched Me My Name Is Barbra, Two…                                     | — | — | — | — | US53 (10 Wo.)US | A. C.2 (14 Wo.)A. C. | Erstveröffentlichung: September 1965                                                       |
| 1965 | Second Hand Rose My Name Is Barbra, Two…                                  | — | — | — | UK14 (13 Wo.)UK | US32 (9 Wo.)US | A. C.5 (11 Wo.)A. C. | Erstveröffentlichung: Dezember 1965                                                        |
| 1966 | Where Am I Going? Color Me Barbra                                         | — | — | — | — | US94 (2 Wo.)US | A. C.4 (12 Wo.)A. C. | Erstveröffentlichung: Februar 1966 B-Seite: You Wanna Bet                                  |
| 1966 | Sam, You Made the Pants too Long Color Me Barbra                          | — | — | — | — | US98 (1 Wo.)US | A. C.9 (8 Wo.)A. C. | Erstveröffentlichung: Mai 1966 B-Seite: The Minute Waltz                                   |
| 1966 | Non… c’est rien Color Me Barbra                                           | — | — | — | — | — | A. C.15 (5 Wo.)A. C. | Erstveröffentlichung: Juli 1966                                                            |
| 1966 | Free Again Je m’appelle Barbra                                            | — | — | — | — | US83 (4 Wo.)US | A. C.8 (10 Wo.)A. C. | Erstveröffentlichung: September 1966                                                       |
| 1967 | Stout-Hearted Men Simply Streisand                                        | — | — | — | — | US92 (2 Wo.)US | A. C.2 (12 Wo.)A. C. | Erstveröffentlichung: Juli 1967                                                            |
| 1967 | Lover Man (Oh, Where Can You Be!) Simply Streisand                        | — | — | — | — | — | A. C.29 (4 Wo.)A. C. | Erstveröffentlichung: November 1967                                                        |
| 1968 | Our Corner of the Night –                                                 | — | — | — | — | — | A. C.19 (5 Wo.)A. C. |                                                                                            |
| 1969 | Before the Parade Passes By Hello, Dolly!                                 | — | — | — | — | — | A. C.23 (4 Wo.)A. C. | Erstveröffentlichung: Dezember 1969 B-Seite: Love is Only Love                             |
| 1970 | The Best Thing You’ve Ever Done The Way We Were                           | — | — | — | — | — | A. C.19 (9 Wo.)A. C. |                                                                                            |
| 1970 | Stoney End                                                                | — | — | — | UK27 (11 Wo.)UK | US6 (18 Wo.)US | A. C.2 (16 Wo.)A. C. | Erstveröffentlichung: Oktober 1970                                                         |
| 1971 | Time and Love Stoney End                                                  | — | — | — | — | US51 (7 Wo.)US | A. C.3 (8 Wo.)A. C. | Erstveröffentlichung: März 1971                                                            |
| 1971 | Flim Flam Man Stoney End                                                  | — | — | — | — | US82 (5 Wo.)US | A. C.7 (5 Wo.)A. C. | Erstveröffentlichung: Mai 1971                                                             |
| 1971 | Where You Lead Barbra Joan Streisand                                      | — | — | — | — | US40 (8 Wo.)US | A. C.3 (9 Wo.)A. C. | Erstveröffentlichung: Juni 1971 B-Seite: Since I Fell For You                              |
| 1971 | Mother Barbra Joan Streisand                                              | — | — | — | — | US79 (5 Wo.)US | A. C.24 (4 Wo.)A. C. | B-Seite: The Summer Knows                                                                  |
| 1972 | Sweet Inspiration / Where You Lead (Medley) Live Concert at the Forum     | — | — | — | — | US37 (12 Wo.)US | A. C.15 (10 Wo.)A. C. | Erstveröffentlichung: 25. Mai 1972                                                         |
| 1972 | Sing / Make Your Own Kind of Music (Medley) Live Concert at the Forum     | — | — | — | — | US94 (3 Wo.)US | A. C.28 (4 Wo.)A. C. | Erstveröffentlichung: August 1972                                                          |
| 1972 | Didn’t We Live Concert at the Forum                                       | — | — | — | — | US82 (8 Wo.)US | A. C.22 (5 Wo.)A. C. | Erstveröffentlichung: November 1972                                                        |
| 1973 | The Way We Were                                                           | — | — | — | UK31 Silber · (6 Wo.)UK | US1 Platin · (23 Wo.)US | A. C.1 (26 Wo.)A. C. | Erstveröffentlichung: 27. September 1973                                                   |
| 1974 | All in Love Is Fair The Way We Were                                       | — | — | — | — | US63 (5 Wo.)US | A. C.10 (9 Wo.)A. C. | Erstveröffentlichung: März 1974                                                            |
| 1975 | How Lucky Can You Get Funny Lady                                          | — | — | — | — | — | A. C.27 (7 Wo.)A. C. | Erstveröffentlichung: April 1975                                                           |
| 1975 | My Father’s Song Lazy Afternoon                                           | — | — | — | — | — | A. C.11 (1 Wo.)A. C. | Erstveröffentlichung: August 1975                                                          |
| 1976 | Evergreen (Love Theme from A Star Is Born) A Star Is Born OST             | — | — | — | UK3 Silber · (19 Wo.)UK | US1 Platin · (25 Wo.)US | A. C.1 (22 Wo.)A. C. | Erstveröffentlichung: Dezember 1976                                                        |
| 1977 | My Heart Belongs to Me Streisand Superman                                 | — | — | — | — | US4 (17 Wo.)US | A. C.1 (18 Wo.)A. C. | Erstveröffentlichung: Mai 1977                                                             |
| 1978 | Songbird                                                                  | — | — | — | — | US25 (10 Wo.)US | A. C.1 (15 Wo.)A. C. | B-Seite: Honey Can I Put On Your Clothes?                                                  |
| 1978 | Prisoner (Love Theme from „Eyes of Laura Mars“) Eyes of Laura Mars O.S.T. | — | — | — | — | US21 (12 Wo.)US | A. C.48 (2 Wo.)A. C. | Erstveröffentlichung: Juli 1978                                                            |
| 1978 | You Don’t Bring Me Flowers Barbra Streisand’s Greatest Hits Vol. 2        | — | — | — | UK5 Gold · (12 Wo.)UK | US1 (17 Wo.)US | A. C.3 (18 Wo.)A. C. | Erstveröffentlichung: 7. Oktober 1978 mit Neil Diamond                                     |
| 1979 | Superman Barbra Streisand’s Greatest Hits Vol. 2                          | — | — | — | — | — | A. C.29 (7 Wo.)A. C. | Erstveröffentlichung: März 1979                                                            |
| 1979 | The Main Event / Fight The Main Event OST                                 | — | — | — | — | US3 Gold · (17 Wo.)US | A. C.2 (19 Wo.)A. C. | Erstveröffentlichung: Juni 1979                                                            |
| 1979 | No More Tears (Enough Is Enough) Wet                                      | DE31 (11 Wo.)DE | AT16 (6 Wo.)AT | CH11 (4 Wo.)CH | UK3 Silber · (13 Wo.)UK | US1 (15 Wo.)US | A. C.7 (12 Wo.)A. C. | Erstveröffentlichung: Oktober 1979 mit Donna Summer                                        |
| 1980 | Kiss Me in the Rain Wet                                                   | — | — | — | — | US37 (11 Wo.)US | A. C.9 (11 Wo.)A. C. |                                                                                            |
| 1980 | Woman in Love Guilty                                                      | DE1 Gold · (25 Wo.)DE | AT1 (16 Wo.)AT | CH1 (16 Wo.)CH | UK1 Gold · (16 Wo.)UK | US1 Platin · (24 Wo.)US | A. C.1 (23 Wo.)A. C. | Erstveröffentlichung: 16. August 1980 B-Seite: Run Wild                                    |
| 1980 | Guilty                                                                    | DE15 (13 Wo.)DE | — | — | UK34 Silber · (10 Wo.)UK | US3 (22 Wo.)US | A. C.5 (18 Wo.)A. C. | Erstveröffentlichung: Oktober 1980 mit Barry Gibb; B-Seite: Life Story                     |
| 1981 | What Kind of Fool Guilty                                                  | — | — | — | — | US10 (16 Wo.)US | A. C.1 (17 Wo.)A. C. | Erstveröffentlichung: Januar 1981 mit Barry Gibb; B-Seite: The Love Inside                 |
| 1981 | Promises Guilty                                                           | — | — | — | — | US48 (9 Wo.)US | A. C.8 (17 Wo.)A. C. | Erstveröffentlichung: Mai 1981 B-Seite: Make It Like A Memory                              |
| 1981 | Comin’ In and Out of Your Life Memories                                   | — | — | — | UK66 (3 Wo.)UK | US11 (16 Wo.)US | A. C.2 (20 Wo.)A. C. | Erstveröffentlichung: November 1981                                                        |
| 1982 | Memory Memories                                                           | DE30 (10 Wo.)DE | AT14 (4 Wo.)AT | — | UK34 (6 Wo.)UK | US52 (7 Wo.)US | A. C.9 (13 Wo.)A. C. | Erstveröffentlichung: Februar 1982                                                         |
| 1983 | The Way He Makes Me Feel Yentl OST                                        | — | — | — | — | US40 (15 Wo.)US | A. C.1 (19 Wo.)A. C. | Erstveröffentlichung: 5. November 1983                                                     |
| 1984 | Left in the Dark Emotion                                                  | — | — | — | UK85 (2 Wo.)UK | US50 (11 Wo.)US | A. C.4 (12 Wo.)A. C. | Erstveröffentlichung: September 1984                                                       |
| 1984 | Make No Mistake, He’s Mine Emotion                                        | — | — | — | UK92 (3 Wo.)UK | US51 (10 Wo.)US | A. C.8 (17 Wo.)A. C. | Erstveröffentlichung: Dezember 1984 mit Kim Carnes                                         |
| 1985 | Emotion                                                                   | — | — | — | — | US79 (2 Wo.)US | A. C.14 (9 Wo.)A. C. | Erstveröffentlichung: März 1985                                                            |
| 1985 | Somewhere The Broadway Album                                              | — | — | — | UK88 (2 Wo.)UK | US43 (14 Wo.)US | A. C.5 (17 Wo.)A. C. | Erstveröffentlichung: Oktober 1985 aus West Side Story                                     |
| 1986 | Send in the Clowns The Broadway Album                                     | — | — | — | — | — | A. C.25 (10 Wo.)A. C. | Erstveröffentlichung: März 1986                                                            |
| 1988 | Till I Loved You                                                          | DE26 (9 Wo.)DE | — | — | UK16 (7 Wo.)UK | US25 Platin · (12 Wo.)US | A. C.3 (15 Wo.)A. C. | mit Don Johnson                                                                            |
| 1988 | All I Ask of You Till I Loved You                                         | — | — | — | UK77 (5 Wo.)UK | — | A. C.15 (14 Wo.)A. C. | Erstveröffentlichung: 15. Dezember 1988                                                    |
| 1989 | What Were We Thinking Of Till I Loved You                                 | — | — | — | — | — | A. C.32 (7 Wo.)A. C. | Erstveröffentlichung: Februar 1989                                                         |
| 1989 | We’re Not Making Love Anymore A Collection: Greatest Hits... and More     | — | — | — | UK85 (4 Wo.)UK | — | A. C.10 (13 Wo.)A. C. | Erstveröffentlichung: 14. September 1989                                                   |
| 1989 | Someone That I Used to Love A Collection: Greatest Hits...and More        | — | — | — | — | — | A. C.25 (9 Wo.)A. C. |                                                                                            |
| 1992 | Places That Belong to You The Prince of Tides OST                         | — | — | — | UK17 (5 Wo.)UK | — | A. C.43 (5 Wo.)A. C. |                                                                                            |
| 1993 | The Music of the Night Back to Broadway                                   | — | — | — | UK54 (3 Wo.)UK | — | — | Erstveröffentlichung: 15. Januar 1993 mit Michael Crawford                                 |
| 1993 | With One Look Back to Broadway                                            | — | — | — | UK30 (3 Wo.)UK | — | — |                                                                                            |
| 1994 | As If We Never Said Goodbye Back to Broadway                              | — | — | — | UK20 (4 Wo.)UK | — | — | Erstveröffentlichung: 14. Januar 1994                                                      |
| 1996 | I Finally Found Someone OST                                               | DE53 (9 Wo.)DE | AT23 (12 Wo.)AT | CH17 (13 Wo.)CH | UK10 Silber · (12 Wo.)UK | US8 (20 Wo.)US | A. C.2 (26 Wo.)A. C. | Erstveröffentlichung: 5. November 1996 mit Bryan Adams                                     |
| 1997 | Tell Him Higher Ground                                                    | DE25 (15 Wo.)DE | AT23 (12 Wo.)AT | CH4 Gold · (20 Wo.)CH | UK3 Gold · (17 Wo.)UK | — | A. C.5 (26 Wo.)A. C. | Erstveröffentlichung: 31. Oktober 1997 mit Céline Dion                                     |
| 1999 | If You Ever Leave Me A Love Like Ours                                     | — | — | — | UK26 (3 Wo.)UK | — | — | Erstveröffentlichung: 22. Januar 1999 mit Vince Gill                                       |
| 2002 | It Must Have Been the Mistletoe Christmas Memories                        | — | — | — | — | — | A. C.28 (1 Wo.)A. C. | Erstveröffentlichung: 2002                                                                 |
| 2005 | Stranger in a Strange Land Guilty Pleasures                               | — | — | — | — | — | A. C.39 (3 Wo.)A. C. | Erstveröffentlichung: 16. August 2005                                                      |
| 2005 | Come Tomorrow Guilty Pleasures                                            | — | — | — | UK95 (1 Wo.)UK | — | — | Erstveröffentlichung: 19. Dezember 2005 mit Barry Gibb                                     |
| 2010 | We Are the World 25 for Haiti –                                           | — | — | — | UK50 (1 Wo.)UK | US2 (5 Wo.)US | — | Erstveröffentlichung: 12. Februar 2010 Verkäufe: + 267.000; als Teil von Artists for Haiti |
| Folgende Lieder erschienen als B-Seiten von Singles und konnten eine Platzierung in den radiobasierten US-Adult Contemporary-Charts erlangen: |                                                                           | | | | | | |                                                                                            |
| |                                                                           | | | | | | |                                                                                            |
| 1966 | You Wanna Bet Color Me Barbra                                             | — | — | — | — | — | A. C.18 (6 Wo.)A. C. | B-Seite von Where Am I Going?                                                              |
| 1966 | The Minute Waltz Color Me Barbra                                          | — | — | — | — | — | A. C.23 (8 Wo.)A. C. | B-Seite von Sam, You Made the Pants too Long                                               |
| 1968 | I’d Rather Be Blue Over You (Than Happy with Somebody Else) Funny Girl    | — | — | — | — | — | A. C.19 (10 Wo.)A. C. | B-Seite von Funny Girl (1968)                                                              |
| 1969 | Honey Pie What About Today?                                               | — | — | — | — | — | A. C.35 (4 Wo.)A. C. | B-Seite von Little Tin Soldier                                                             |

grau schraffiert: keine Chartdaten aus diesem Jahr verfügbar
Weitere Singles
| - 1962: Miss Marmelstein - 1962: Happy Days Are Here Again - 1962: My Coloring Book / Lover, Come Back to Me - 1963: Who Will Buy? - 1964: I Am Woman - 1964: My Melancholy Baby - 1964: Absend Minded Me - 1964: I’m All Smiles - 1965: Bewitched, Bothered and Bewildered - 1965: Happy Days Are Here Again / My Coloring Book - 1965: Second Hand Rose - 1965: Where Is the Wonder - 1966: En français - 1966: Et la mer - 1966: Clopin clopant - 1966: Free Again - 1966: Sleep in Heavenly Peace (Silent Night) - 1967: My Favorite Things - 1967: He Could Show Me - 1967: Have Yourself a Merry Little Christmas - 1967: The Christmas Song - 1967: The Lord’s Prayer - 1967: Jingle Bells - 1968: Funny Girl (1968) / I’d Rather Be Blue Over You (Than Happy with Somebody Else) - 1968: The Morning After / Where Is the Wonder? - 1969: Frank Mills / Punky’s Dilemma - 1969: Little Tin Soldier / Honey Pie | - 1969: Hello, Dolly! (mit Louis Armstrong) - 1969: Non… c’est rien – Les enfants qui pleurent - 1969: Les feuilles mortes - 1970: On a Clear Day (You Can See Forever) - 1970: Gente (People) - 1971: Space Captain / One Less Bell To Answer - 1973: If I Close My Eyes (Theme from „Up the Sandbox“) - 1974: Guava Jelly - 1974: Jubilation - 1975: Shake Me, Wake Me (When It’s Over) - 1977: Watch Closely Now - 1979: Splish Splash - 1979: Ain’t Gonna Cry Tonight - 1979: Kiss Me in the Rain - 1984: Papa, Can You Hear Me? - 1993: Children Will Listen - 1994: Ordinary Miracles - 1994: Evergreen (Live-Version) - 1994: I’ve Got a Crush on You (mit Frank Sinatra) - 1998: If I Could - 1999: I’ve Dreamed of You - 2002: I Won’t Be the One to Let Go (mit Barry Manilow) - 2005: Night of My Life - 2009: In the Wee Small Hours of the Morning - 2013: The Music of the Night (mit Il Divo) - 2014: It Had to Be You (mit Michael Bublé) - 2018: Don’t Lie to Me - 2024: Love Will Survive - 2025: The First Time Ever I Saw Your Face (mit Hozier) - 2025: My Valentine (mit Paul McCartney) |

## Videoalben
- 1986: My Name Is Barbra (US: Gold)
- 1986: Color Me Barbra (US: Gold)
- 1986: A Happening in Central Park
- 1986: Putting It Together: The Making of The Broadway Album (US: Gold)
- 1988: One Voice
- 1994: Barbra: The Concert (US: ×4Vierfachplatin )
- 2001: Timeless – Live in Concert (UK: Gold; US: Platin)
- 2004: Barbra: The Concert Live at the MGM Grand (UK ×2Doppelplatin ; US: Platin)
- 2005: Barbra Streisand: The Television Specials DVD Box Set (US: ×5Fünffachplatin )
- 2009: Streisand: The Concerts DVD Box Set (US: Platin)
- 2010: One Night Only Barbra Streisand and Quartet at The Village Vanguard (US: Platin)
- 2013: Back to Brooklyn

## Statistik

### Chartauswertung
|                     | DE     | AT     | CH     | UK     | US     |
| ------------------- | ------ | ------ | ------ | ------ | ------ |
| Nummer-eins-Alben   | DE—DE  | AT1AT  | CH—CH  | UK6UK  | US11US |
| Top-10-Alben        | DE3DE  | AT6AT  | CH1CH  | UK15UK | US34US |
| Alben in den Charts | DE26DE | AT20AT | CH18CH | UK38UK | US65US |

|                       | DE    | AT    | CH    | UK     | US     | A. C.        |
| --------------------- | ----- | ----- | ----- | ------ | ------ | ------------ |
| Nummer-eins-Singles   | DE1DE | AT1AT | CH1CH | UK1UK  | US5US  | A. C.8A. C.  |
| Top-10-Singles        | DE1DE | AT1AT | CH2CH | UK6UK  | US13US | A. C.35A. C. |
| Singles in den Charts | DE7DE | AT5AT | CH4CH | UK25UK | US42US | A. C.62A. C. |

### Auszeichnungen für Musikverkäufe
| Land/RegionAuszeichnungen für Musikverkäufe (Land/Region, Auszeichnungen, Verkäufe, Quellen) | Silber       | Gold         | Platin         | Verkäufe    | Quellen                                                     |
| -------------------------------------------------------------------------------------------- | ------------ | ------------ | -------------- | ----------- | ----------------------------------------------------------- |
| Argentinien (CAPIF)                                                                          | —            | Gold1        | —              | 30.000      | capif.org.ar (Memento vom 6. Juli 2011 im Internet Archive) |
| Australien (ARIA)                                                                            | —            | 14× Gold14   | 33× Platin33   | 2.607.500   | aria.com.au                                                 |
| Belgien (BRMA)                                                                               | —            | Gold1        | 3× Platin3     | 335.000     | ultratop.be                                                 |
| Deutschland (BVMI)                                                                           | —            | Gold1        | Platin1        | 750.000     | musikindustrie.de                                           |
| Europa (IFPI)                                                                                | —            | —            | Platin1        | (1.000.000) | ifpi.org (Memento vom 1. Januar 2014 im Internet Archive)   |
| Finnland (IFPI)                                                                              | —            | 2× Gold2     | 2× Platin2     | 186.501     | ifpi.fi                                                     |
| Frankreich (SNEP)                                                                            | —            | 4× Gold4     | 7× Platin7     | 3.450.000   | infodisc.fr snepmusique.com                                 |
| Hongkong (IFPI/HKRIA)                                                                        | —            | 2× Gold2     | 2× Platin2     | 60.000      | ifpihk.org                                                  |
| Irland (IRMA)                                                                                | —            | —            | 3× Platin3     | 45.000      | irishcharts.ie                                              |
| Italien (FIMI)                                                                               | —            | Gold1        | Platin1        | 125.000     | Einzelnachweise                                             |
| Kanada (MC)                                                                                  | —            | 9× Gold9     | 24× Platin24   | 2.690.000   | musiccanada.com                                             |
| Neuseeland (RMNZ)                                                                            | —            | 6× Gold6     | 20× Platin20   | 422.500     | aotearoamusiccharts.co.nz                                   |
| Niederlande (NVPI)                                                                           | —            | 4× Gold4     | 5× Platin5     | 675.000     | nvpi.nl                                                     |
| Norwegen (IFPI)                                                                              | —            | 2× Gold2     | —              | 35.000      | ifpi.no (Memento vom 5. November 2012 im Internet Archive)  |
| Österreich (IFPI)                                                                            | —            | Gold1        | Platin1        | 75.000      | ifpi.at                                                     |
| Polen (ZPAV)                                                                                 | —            | Gold1        | Platin1        | 30.000      | olis.pl                                                     |
| Schweden (IFPI)                                                                              | —            | 2× Gold2     | —              | 80.000      | sverigetopplistan.se                                        |
| Schweiz (IFPI)                                                                               | —            | 2× Gold2     | —              | 50.000      | hitparade.ch                                                |
| Spanien (Promusicae)                                                                         | —            | 3× Gold3     | Platin1        | 250.000     | elportaldemusica.es                                         |
| Ungarn (MAHASZ)                                                                              | —            | 3× Gold3     | —              | 9.000       | slagerlistak.hu                                             |
| Vereinigte Staaten (RIAA)                                                                    | —            | 27× Gold27   | 81× Platin81   | 89.165.000  | riaa.com                                                    |
| Vereinigtes Königreich (BPI)                                                                 | 10× Silber10 | 15× Gold15   | 11× Platin11   | 6.725.000   | bpi.co.uk                                                   |
| Insgesamt                                                                                    | 10× Silber10 | 101× Gold101 | 197× Platin197 |             |                                                             |